# Johan Ankarcrona
Johan Henrik Ankarcrona, född den 15 december 1826 på Boserup i Risekatslösa socken, Malmöhus län, död den 16 april 1884 i Stockholm, var en svensk sjömilitär. Han var son till Theodor Vilhelm Ankarcrona, måg till Claes Gabriel Bergenstråhle och far till Sten Ankarcrona.
Ankarcrona blev kadett vid Krigsakademien på Karlberg 1840 och utexaminerades därifrån 1847. Han blev sekundlöjtnant vid flottan sistnämnda år och premiärlöjtnant 1855. Han beviljades avsked från lön 1858, men inträdde åter i tjänst 1862. Ankarcrona blev kaptenlöjtnant 1863 och kommendörkapten av andra graden samma år. Han blev ledamot i förvaltningen av sjöärendena 1870 och var chef för Sjökrigsskolan 1870—1877. Ankarcrona befordrades till kommendörkapten av första graden 1875 och till kommendör i flottan 1881. Han blev chef för Stockholms örlogsvarv 1882. Ankarcrona blev riddare av Svärdsorden 1871.